# FK Botev Galabovo
FK Botev Galabovo (Bulgaars: ФК Ботев Гълъбово) is een Bulgaarse betaaldvoetbalclub uit de stad Galabovo, opgericht in 1945. In mei 2020 werd de club uit de tweede klasse gezet, de club weigerde om het volgende seizoen in de derde klasse van start te gaan en begon opnieuw in de vierde klasse. 